# Pexeso
Pexeso je karetní hra pro nejméně dva hráče zaměřená na paměť a soustředění. V anglosaském světě je známa například pod názvy Pairs (1940), Memory (po roce 1946), případně Concentration Memory Game. Název PEXESO je český akronym vzniklý ze sousloví pekelně se soustřeď. Hraje se se speciální sadou karet. Balíček se skládá ze sudého počtu, nejčastěji 64 karet, které tvoří dvojice. Cílem hry je nalézt co nejvíce dvojic.

## Historie
Předchůdce Pexesa bychom mohli najít v tradiční japonské hře se škeblemi zvané Kai awase, doložené od 12. století.
V druhé polovině šedesátých let uváděla Československá televize soutěžní hru scenáristy Jaroslava Dietla Pekelně se soustřeď. Karetní hru na podobném principu následně (přibližně v roce 1965) vydalo nakladatelství Pressfoto, které ji v dalších letech vydávalo v mnoha tematických mutacích. První vydané pexeso obsahovalo 32 párů fotografií z tehdy populárního filmu Poklad na Stříbrném jezeře. Za tvůrce se považuje výtvarník Zdeněk Princ. Aby nebylo nutné pořizovat licenci za původní název televizní soutěže, vznikl akronym PEXESO.

## Pravidla

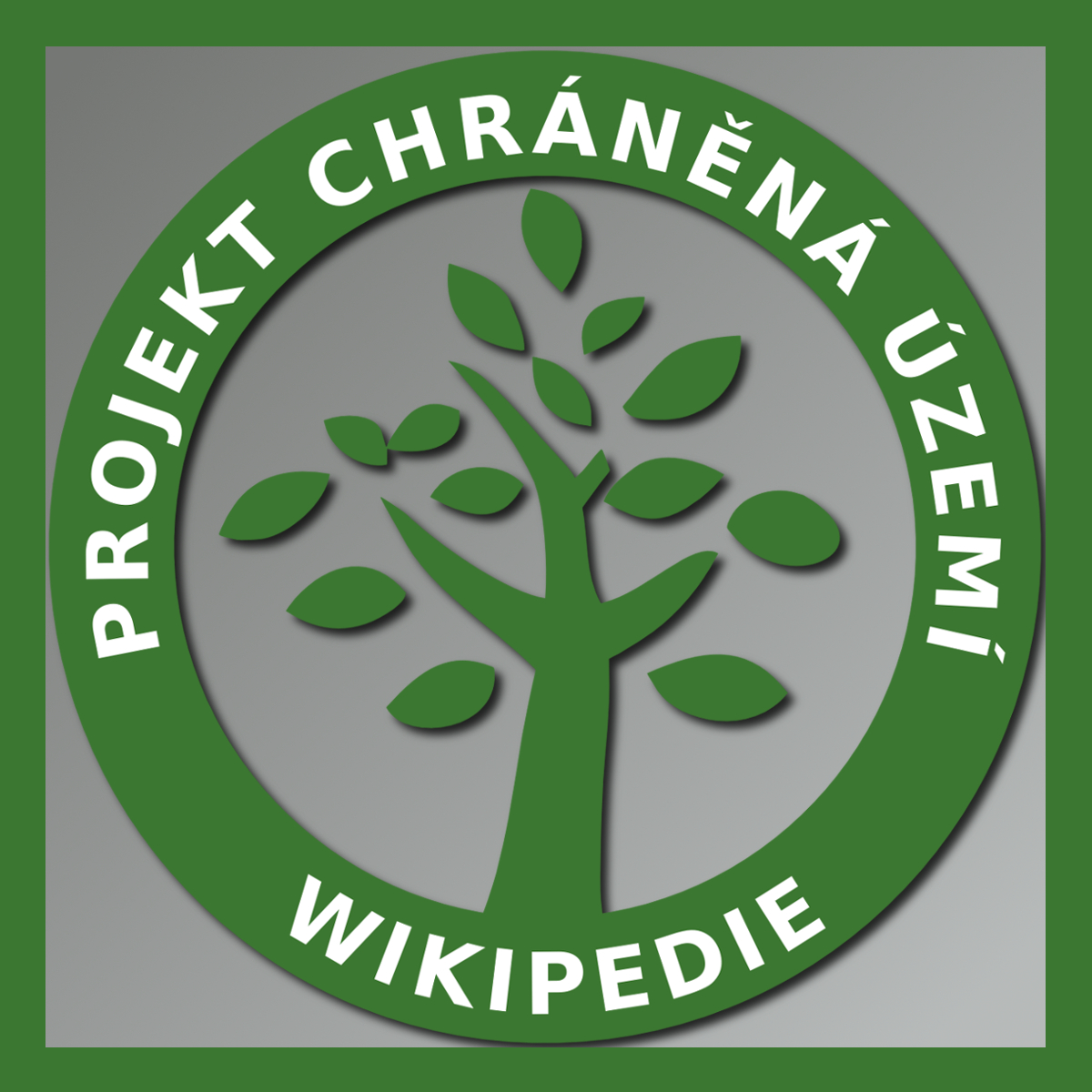
Zadní strana pexesa podporujícího projekt Wikipedie

Karty se zamíchají a rozloží lícem dolů tak, aby žádný z hráčů neznal rozložení karet. Hráči postupně otáčí dvojici karet lícem vzhůru, aby je viděli i ostatní hráči. Pokud karty patří k sobě (stejný obrázek), hráč je odebere a otáčí další dvojici (lze hrát i variantu, ve které i po nalezení shodné dvojice pokračuje další hráč v pořadí). Pokud karty k sobě nepatří, otočí je zpět lícem dolů a pokračuje další hráč v pořadí. Hraje se tak dlouho, dokud nejsou všechny karty rozebrány. Vítězem se stane hráč s největším počtem nalezených dvojic.

### Pexeso ve dvojicích
Hrají se ve čtyřech, protilehlé dvojice spolu. První hráč kartičku otočí, druhý též, třetí v kruhu (spoluhráč prvního) též. Pokud najde třetí hráč shodnou dvojici s kartou otočenou prvním hráčem vyřadí ji, otáčí další kartu a pak pokračuje hráč čtvrtý. Pexesa se na konci hry sčítají za celou dvojici hráčů. Hráči se musí před hrou dohodnout, zda si mohou hlasitě radit, či nikoli.

### Pexeso s běžnými kartami
Sada mariášových karet se rozloží na stole do pěti řad po šesti listech, v šesté řadě zůstanou jen dvě zbývající karty. Hraje se pak podle běžných, dodnes používaných pravidel. Zkušenější hráči mohou hrát s kartami žolíkovými.